# Heterusia plenilimes
Heterusia plenilimes là một loài bướm đêm trong họ Geometridae.